# Schneider Péter
Schneider Péter (Budapest, 1978. december 8. –) magyar zenész, televíziós szerkesztő, műsorvezető, író.

## Életpályája
Magyar apa és bolgár anya gyermekeként született. Iskolai tanulmányait bolgár és magyar nyelven végezte. Kereskedelmi szakérettségit tett, majd a Postások Erkel Ferenc Zeneiskolájában tanult jazz-gitár szakon. 2002-ben zenésztársaival megalapította a Mizar zenekart, amely több mint harminc hazai és külföldi szakmai díjat nyert (I. Jazzy Dalverseny fődíj, 2007.; 100% Music Songwriting Contest – legjobb világzenei produkció, 2009. stb...)  
A Mizar zenekarnak két nagylemeze jelent meg 2002 és 2014 között. 2007-től a D1 Televízió zenei szerkesztője, a "Jazzméletlenek" c. zenei magazinműsor szerkesztő-műsorvezetője és több más műsor arca. 2011-ben beválasztották a Magyar Jazz Szövetség elnökségébe. 2014-től dolgozik a ATV-n és az ECHO TV-n futó "Hazahúzó" című turisztikai műsor számára, majd az M4 Kisbajnok című gyereksport magazinnál, valamint a Magyar Televízió "Aranymetszés" c. kulturális magazinnál szerkesztőként. Több dokumentumfilm és számos koncertfilm szerkesztője, rendezője. 2016-tól a TV2 "Poggyász" c. turisztikai magazinjának szerkesztő-műsorvezetője. 2020-ban jelent meg első bűnügyi regénye "Modesto" címmel. 

## Zenei munkái
- A "Szűzijáték" c. magyar játékfilm zenéjének társszerzője, előadója (2006., rend.: Nyíri Kovács István)
- Mizar: "Leszek én..." (2007., NarRator Records) – gitár, ének, szerző
- A "Rövid, de kemény... életem" c. magyar vígjáték zenéjének társszerzője, előadója (2008., rend.: Nyíri Kovács István)
- Mizar: "Natural Design" (2009., Beagle Beat Records) – gitár, ének, szerző
- Pozitív Mellékhatás: "Holdkór" (2012., TomTom Records) – gitár, ének, szerző
- Pusztai Gábor: "Babits – Paplanom virágai" (2016., TomTom Records) – közreműködő
- Schneider Péter és a Franta Brabec: "Anett" (2018. magánkiadás) – gitár, ének, szerző
- Schneider Péter és a Franta Brabec: "Indiánlány" (2020. magánkiadás) – pengetős hangszerek, ének, zeneszerző
- Heinczinger Mika: "ÉgÁllomás" (2024. FloBo) – elektromos gitárok
- Schneider Péter és a Franta Brabec: "Kifeszített arcú asszonyok" (2025.) – ének, minden hangszer, szerző

## Televíziós munkái
- 2007-2011: "Jazzméletlenek", a D1 Televízió jazz zenei magazinműsora: szerkesztő-műsorvezető
- 2007-2011: "KurióZOOM", a D1 Televízió filmes magazinműsora: műsorvezető
- 2009-2011: "D1 Filmklub", a D1 Televízió beszélgetős műsora: műsorvezető
- 2013: A "Suli Dzsessz" című ismeretterjesztő dokumentumfilm: rendező (zenei rendező: László Attila)
- 2012-2014: "Hazahúzó", az ATV és az ECHO TV turisztikai magazinműsora: műsorvezető
- 2014: A "Bátorságpróba" c. dokumentumfilm: riporter
- 2016-2020: "Poggyász", a TV2 turisztikai magazinműsora: szerkesztő-műsorvezető
- 2019: "Misztrál 20" I-II. – a Misztrál együttes 20-ik jubileumi koncertfilmje: a rendező munkatársa

## Írásai
- 2020: "Modesto", regény (ISBN 978-615-00-9749-7)